# 巴川橋 (荒川)
巴川橋（ともえがわばし）は、埼玉県秩父市久那と同下影森の間で荒川に架かる埼玉県道209号小鹿野影森停車場線の橋である。「巴川」とはこの付近を曲流しながら流れる荒川の異名である。

## 概要
河口から125.9キロメートルの地点の
荒川の深い谷に架かる橋長172.5メートル、総幅員8.9メートル、有効幅員8.0メートル（車道6.5メートル 歩道1.5メートル）、支間長171.0メートルの下路式の鋼アーチ橋の一種であるニールセンローゼ桁橋の1等橋（TL-20）である
。また、埼玉県の第二次緊急輸送道路に指定されている。
歩道は下流側のみに設置されている。橋の断面は車道1.5パーセントの横断勾配がつけられている。アーチリブの高さは28.0メートルで、上弦材と下弦材の高さはともに1.6メートルでその厚さが約0.95メートル程度である。
上弦材と下弦材を繋ぐ吊り材（腹材）は直径54ミリメートルのロックドコイルロープが使われている。また、斜めに張られている吊り材どうしが交差する箇所はクランプで固定されている。荒川の水面から橋の橋面までの高さは約60メートルである。
橋の東詰を東に進むと国道140号の「秩父県土整備事務所」交差点に至る。
西武観光バスの久那線やミューズパーク線の他、小鹿野町営バスの走行経路に指定されている。右岸寄りのバス停は「巴町」停留所が最寄り。本橋梁は特定非営利活動法人シビルまちづくりステーション（旧称ＩＴステーション市民と建設）による「関東地域の橋百選」に選出されている。他にも埼玉県のぐるっと埼玉サイクルネットワーク構想に基づき策定された「自転車みどころスポットを巡るルート」の「秩父4ダムを回るルート」や「秩父七福神を回るルート」や「秩父まちなかと名水を回るルート」の経路に指定されている。

### 諸元
- 橋格 - 1等橋
- 総工費 - 4億5400万円[17][2][注釈 2]
- 形式 - ニールセンローゼ橋
- 橋長 - 172.5メートル
- 支間長 - 171.0メートル
- 総幅員 - 8.9メートル
- 有効幅員 - 8.0メートル
- 鋼重 - 873トン
- 基礎 - 直接基礎
- 着工 - 1971年（昭和46年）[18]
- 竣工 - 1974年（昭和49年）9月[10]
- 開通 - 1975年（昭和50年）7月14日[19]
- 管理者 - 埼玉県

## 歴史

### 1932年の橋

旧巴川橋（昭和初期）

巴川橋が開通する以前は付近に渡船場などの川を渡る手段がなく、川を渡るためには下流の「蛤の渡し」（1752年開設。櫻橋と本橋の中間地点。）か上流の「柳の渡し」（1714年開設。「柏木瀬の渡し」とも。現、柳大橋付近。）まで迂回しなければならなかった。
現在の橋が架けられる以前の巴川橋は1932年（昭和7年）9月に下流側の位置に旧久那橋や白川橋に似た鋼製の吊り橋が、この辺りの荒川では両岸が最も狭まっている場所に生活道路として架けられていた。この吊り橋は『巴川の釣り橋』とも呼ばれている白川橋と並ぶ秩父の二大吊り橋で著名な景勝地でもあった。
橋長は153.4メートル、幅員は2.6メートル、高さは水面から39.5メートルである。
橋の主塔は両岸の段丘崖上に設けられ、鉄骨で組まれた鋭角な四角錐状の形状でトラス構造を持ち、桁は鋼補剛トラス構造で桁の両側に耐風索および耐風支索と呼ばれる、桁の横変位と捩れを抑制するための鉄索（ケーブル）が張られている。橋床は木製の板敷で、橋床のすき間から川面が望めた。単径間の橋で側径間は有していない。
耐風索が設置されているがそれでも風の強い日や大勢の人が橋を渡ると橋面が上下に揺れ、荒川の河底から橋面までの高さが約40メートルもあることも相まってたいへん怖かったようである。
なお、この橋は自殺の名所だったらしく、この橋から身投げして助かる者はいなかった。
橋は開通以来目立った被害はなかったが、1959年（昭和34年）9月26日に台風第15号（伊勢湾台風）による強風で損壊し、橋桁の中央より左岸側がアメのように折れ曲がり、橋台と主桁が3メートル下流側にずれた。橋は通行止めになり、秩父土木工営所により復旧工事が行なわれた。この復旧以降、橋の通行は歩行者と自転車に限定された。
この橋は1975年に新橋が開通した際に撤去された。橋の遺構や痕跡は残されていない。

### 1974年の橋
旧橋が老朽化して橋全体が痛み、橋面が傾いているのが目視でも確認できる程にもなり、橋の通行が危険な状態になったため、強風による落橋を危惧した橋周辺の関係町内四地区が中心となり「巴側橋建設期成同盟会」が結成され、埼玉県および秩父市当局や関係地主に働きかけた。また、小鹿野影森停車場線の巴川橋から先、西側の長尾根峠前後2キロメートルの区間を残して1962年（昭和37年）度に工事が中断されたことから車両通行不能区間となっていたため、橋と並行してその改修についても秩父市が「県道小鹿野-影森停車場線改修促進期成同盟」を結成して県当局に働きかけた。
県は市が国道140号から橋までの直線道路を建設することを条件に、県費を以って橋を建設することで採択決定され、旧橋のすぐ上流側の位置に平行して埼玉県内初のニールセンローゼ橋として架けられることとなった。橋は1971年（昭和46年）起工し総工費は4億5400万円をかけて建設され、1974年（昭和49年）9月竣工し、旧橋より付け替えられた。これが現在の巴川橋である。
事業主体は埼玉県で、橋の施工会社は三菱重工業（現、三菱重工橋梁エンジニアリング）である。橋種の選定に当たっては秩父の景観にも配慮され、架橋当時としては三重県の生浦大橋（おいのうらおおはし）の橋長197メートルに次ぐ規模のものであり、現地にて製作された橋としては最大のものであった。
1972年（昭和47年）春より下部工（橋台）の建設に着手され、1973年（昭和48年）11月より橋桁の施工に着手された。
下部工は直接基礎（重力式直接基礎橋台）で、架設工法としてはキャリアケーブルによる斜め吊り工法（ケーブルエレクション工法）が採用され、上弦材が完成後そこから仮の吊索を設置して下弦材の構築を行う工法が用いられた。また、橋の架設に合わせて左右両岸に取り付け道路が整備された。
橋の完成後は橋の挙動測定のための載荷試験を行い、梁の曲げ応力度や斜材軸力等の測定を実施し、橋の安全性の検証を行った。
橋は前後348メートルの取り付け道路の改修および拡幅整備の遅れから、竣工から開通までに時間を要したが1975年（昭和50年）7月14日開通した。開通式は久那町会主催で同日午前11時より橋の袂にて挙行され、関係者約400名が出席される中行なわれた。
式典では神官のお祓いの後、荒船代議士や県知事代理、秩父市長の3人によるテープカットが執り行われ、秩父市指定文化財である久那獅子舞を先頭に三世代家族や関係者による渡り初めが行われた。

## 周辺

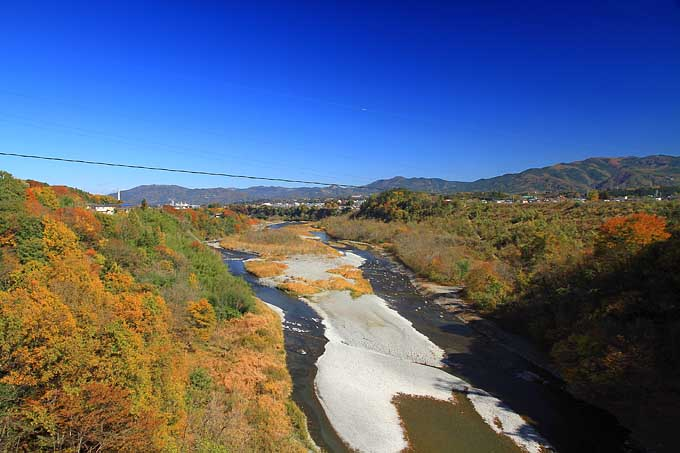
巴川橋より望む荒川

この付近の荒川ではアユが釣れ、ここで獲れたアユは古くから秩父鮎と呼ばれ全国的に有名である。
また、この付近の荒川は大きく「S」の字状に曲がりくねった穿入蛇行地形で、河岸段丘も見られるなど変化に富む渓相となっている。この蛇行する地形を「巴川の蛇行」と呼ばれる。河床の平均勾配は4-6パーミルである。付近は上流側に隣接する柳大橋と共に「清流保全実施計画」区域に指定されている。
秩父夜祭の祭事の際は、市街地には交通規制が敷かれ車両通行止めとなるため、下流側の和銅大橋と共に国道140号の迂回路にもなっている
。
- 昭和電工秩父発電所 - 水力発電所
- 光智山法泉寺 - 秩父札所24番
- 法林寺
- 秩父市立影森中学校 - 卒業式の歌である「旅立ちの日に」で知られる[32]。
- 埼玉県秩父県土整備事務所
- 巴川鉱泉
- 秩父錦 酒づくりの森

## その他
- 秩父市は橋からの投身自殺が多く[33]、このような背景から市は主要な橋の高欄などに、橋からの投身自殺を防ぐ目的で「自殺予防標語入り看板」を設置することでその成果を上げていて[34]、巴川橋もその対象になっている[35]。
- 巴川橋は埼玉県のぐるっと埼玉サイクルネットワーク構想に基づき策定された「自転車みどころスポットを巡るルート」の「秩父4ダムを回るルート」や「秩父七福神を回るルート」や「秩父まちなかと名水を回るルート」の経路に指定されている[36]。

## 風景

1950年頃の旧巴川橋。奥の山は武甲山。
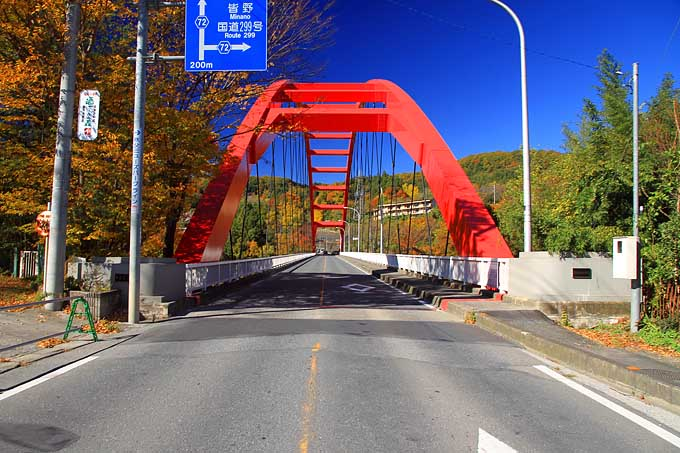
右岸側橋詰より
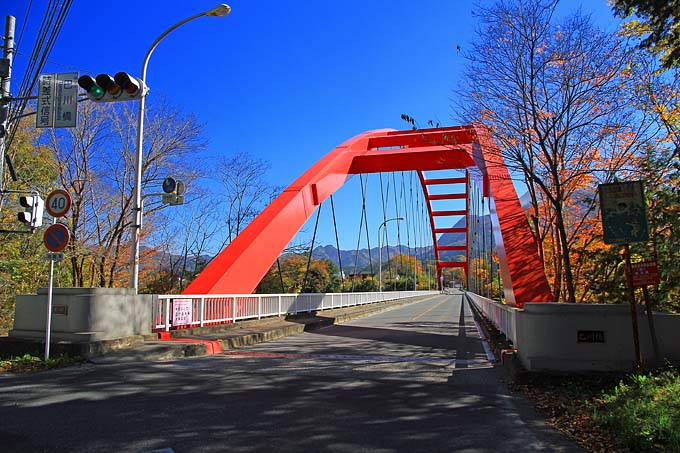
左岸側橋詰より

## 隣の橋
- 荒川

（上流） - 久那橋 - 柳大橋 - 巴川橋 - 櫻橋 - 佐久良橋 - （下流）